# 哨船頭覺修宮
基隆哨船頭覺修宮(Keelung Jue Xiu Gong；Keelung Jue Xiu Temple)為台灣基隆一間主祀田都元帥的寺廟，俗稱哨船頭老爺廟。建於清光緒元年(1875年)，日治時期被毀，民國40年 (1950年) 重新建设。與基隆奠濟宮、基隆慶安宮及基隆護國城隍廟合稱基隆四大廟，亦是每年基隆中元祭主辦廟宇。設有北管軒社，屬於西皮派（新路）得意堂系統，為 哨船頭儒霖堂(基隆北管樂團第三組)。

## 建廟沿革
- 光緒元年 (1875年)，基隆北管軒社於基隆哨船頭建廟，主祀池府王爺。
- 日治時期，增加祀神-田都元帥。後廟宇被毀，神像被信徒保藏。
- 明治四十一年 (1908年) 日蓮宗佈教師 佐野是秀 於廟址建佈教所。[2]
- 昭和四年 (1929年)，佈教所改建為蓮光寺 (れんこうじ)，為日蓮宗佛寺。[2]
- 蓮光寺被毀後，涂錫疇、莊敬、吳德賢、陳母向日本政府請願後，重建廟宇故得名覺修宮，並增設鸞堂-儒霖殿 (舉行儒宗神教扶鸞儀式)。
- 民國四十年 (1950年)，覺修宮重建，一樓正殿主祀田都元帥。為紀念被毀之蓮光寺 (日蓮宗) 及興國山久寶寺 (曹洞宗)，故於二樓增設大雄寶殿，主祀釋迦牟尼佛。

## 覺修宮老爺廟祭祀神祇
- 一樓殿宇 (儒霖殿)  中央主祀 田都元帥，兩旁有持劍童子及捧印童子；左邊神壇: 池府千歲；右邊神壇: 福德正神。
- 二樓殿宇 (大雄寶殿)  主祀釋迦佛祖，兩旁有迦葉尊者及阿難尊者，左右配祀伽藍尊者與韋馱尊者二護法菩薩。
- 祿位廳  祭祀 覺修宮重建發起人祿位、儒霖一派歷代先賢祿位。

## 重修碑文
- 基隆覺修宮重建碑記

基隆覺修宮，位於中正區敬神巷，為市民禱賽地，通稱老爺廟是 也。創建於光緒元年，奉祀池府王爺，航業蒙庥，改築於日治時期， 增祀田都元帥，閭閻景福，雖寒暑之云迭更，而滄桑已告數閱，刼經秦火，嘆炸燬之靡遺，版復漢圖，幸更新之有自。乃有涂錫疇、莊敬二君，體念林發翁經始於前，吳德賢、陳母兩賢管理於後，先向日人請歸還廟宇，募款重修，附設鸞堂，旨在牖世，因名覺修宮焉。迨乙酉台灣光復，涂君等以舊廟傾頹，倡議重建新宮，時值通貨膨脹，百物漲價，鳩工庀材殫精竭慮，極其慘澹經營，終賴善信樂捐，歷時五載，耗貲鉅萬，幸告蕆事，值琳宮更新，落成有慶，覘堂啓昧，覺路 堪登，承當事者委屬，摭其盛事，勒於貞珉，揭之通衢，用告來者，民國四十年元月立。

## 外部連結
- 哨船頭覺修宮的Facebook專頁